# Gunter XL de Schwarzburgo
Gunter XL de Schwarzburgo (31 de octubre de 1499 en Sondershausen - 10 de noviembre de 1552 en Gehren), llamado el Rico o Gunter con la boca gorda, fue un conde gobernante de Schwarzburgo.

## Biografía
Gunter era el hijo mayor del Conde Enrique XXXI de Schwarzburgo-Blankenburg (1473-1526) y su primera esposa Magdalena de Hohnstein (1480-1504). Con el tiempo, Gunter unificó todas las posesiones de Schwarzburgo excepto una en sus manos. Introdujo el Protestantismo en su país y luchó en el lado Protestante contra el emperador en la guerra de Esmalcalda. Gunter se benefició considerablemente del declive político de la rama ernestina de la Casa de Wettin.
En materia feudal, entró en conflicto con el Elector Juan Federico I de Sajonia. El Elector invadió Schwarzburgo e incendió la ciudad de Sondershausen. Gunter tuvo que huir, y solo pudo retornar después de la batalla de Mühlberg en 1547.
Para demostrar su acumulación de riqueza y poder, demolió en gran medida el castillo existente en Sondershausen en 1533 y construyó un nuevo château Renacentista en su lugar. Este château forma las alas Norte, Este y Sur del actual Palacio de Sondershausen.
Después de su muerte, el Condado de Schwarzburgo fue dividido entre sus cuatro hijos. Así, se convirtió en el ancestro de las dos líneas de la Casa de Schwarzburgo que sobrevivieron hasta el siglo XX: Schwarzburgo-Sondershausen y Schwarzburgo-Rudolstadt.

## Matrimonio e hijos
El 29 de noviembre de 1528, Gunter XL contrajo matrimonio con Isabel (m. 14 de mayo de 1572), la hija del Conde Felipe de Isenburg-Büdingen-Ronneburg. Tuvieron los siguientes hijos:
- Conde Gunter XLI de Schwarzburgo-Arnstadt (1529-1583), con el sobrenombre de "el Belicoso", Conde de Schwarzburgo-Arnstadt
- Magdalena (1530-1565), desposó en 1552 al Conde Juan Alberto VI de Mansfeld-Arnstein.
- Amalia (1531-1542)
- Conde Juan Gunter I de Schwarzburgo-Sondershausen (1532-1586), Conde de Schwarzburgo-Sondershausen
- Conde Guillermo I de Schwarzburgo-Frankenhausen (1534-1597), Conde de Schwarzburgo-Frankenhausen
- Felipe (1536-1536)
- Conde Alberto VII de Schwarzburgo-Rudolstadt (1537-1605), Conde de Schwarzburgo-Rudolstadt
- Otón Enrique? (1538-1539)
- Sibila Ana (1540-1578), desposó en 1571 al Conde Luis III de Isenburg-Birstein-Büdingen.
- Isabel (1541-1612), desposó en 1576 al Conde Juan VII de Oldenburgo.